# Wtargnięcie na boisko

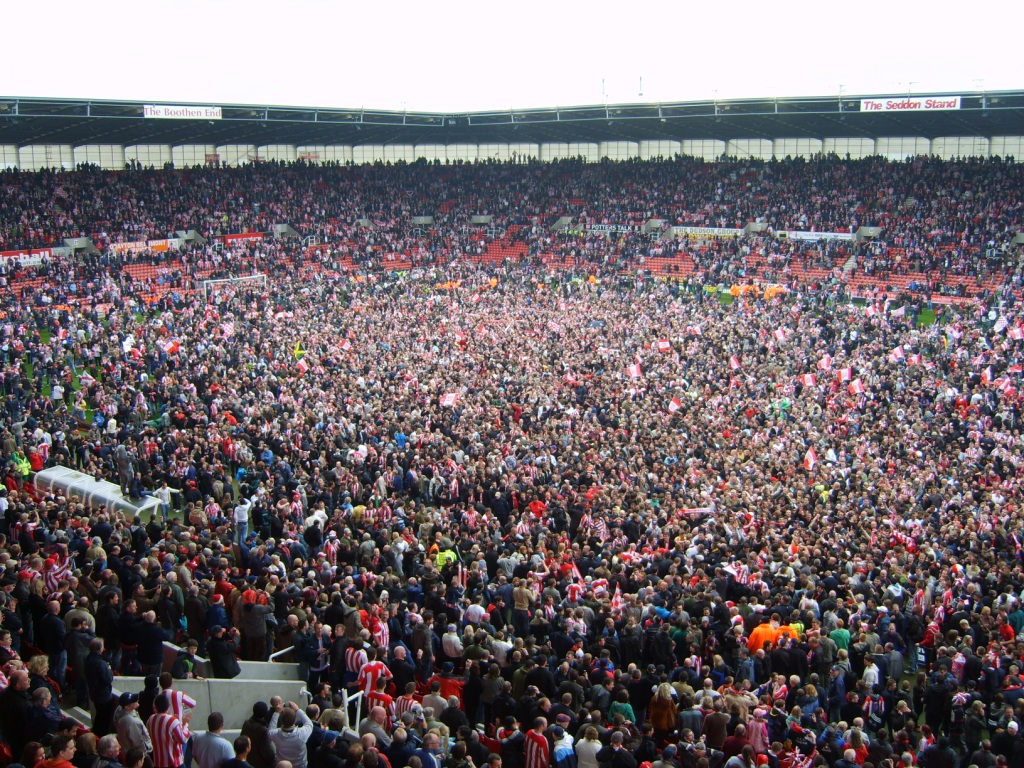
Kibice Stoke City na boisku Britannia Stadium po awansie do Premier League

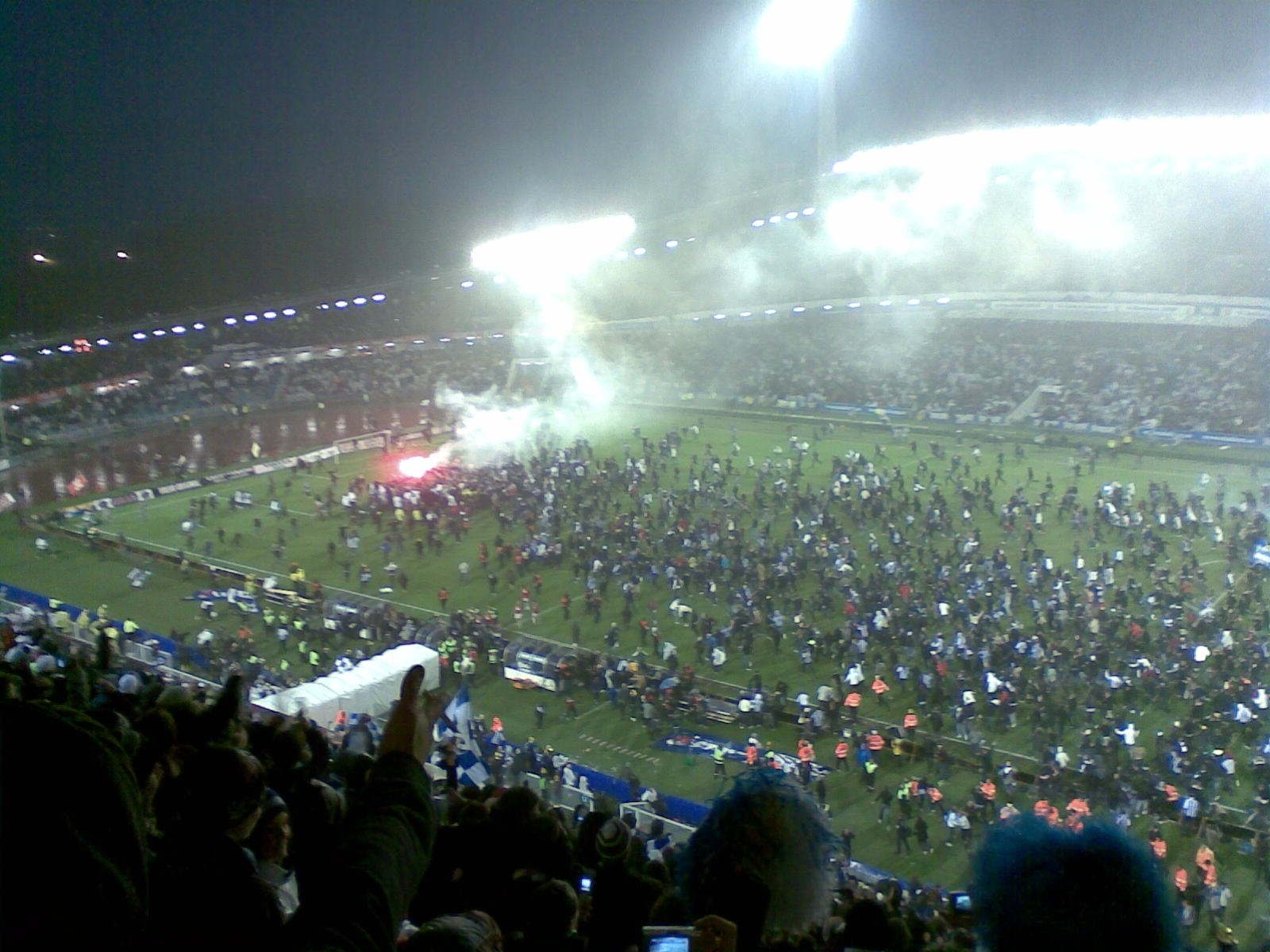
Kibice IFK Göteborg świętują zdobycie przez ich klub mistrzostwa Szwecji

Wtargnięcie na boisko – zdarzenie gdy osoba lub grupa ludzi oglądających wydarzenie sportowe wbiega na boisko, zwykle w celu uczczenia zwycięstwa lub zaprotestowania przeciwko działaniom klubu lub piłkarzom, a czasem nawet jako chwyt reklamowy. Takie działania mogą skutkować aresztowaniem, grzywną, wyrokiem więzienia i sankcjami wobec klubu, zwłaszcza jeśli zakłóca to przebieg gry; jednak środki karne są zwykle bardziej pobłażliwe, gdy widzowie wtargnęli na boisko jednocześnie po ostatnim gwizdku ogłaszającym koniec meczu.
Przez większą część XX wieku wtargnięcia na boisko były powszechne w sporcie, szczególnie ze strony kibiców zwycięskiej drużyny w ważnych meczach, takich jak finał pucharu lub turnieju. Po tragedii na Hillsborough Stadium w 1989 roku, w której 97 osób straciło życie w panice podczas meczu piłkarskiego pomiędzy Liverpoolem a Nottingham Forest, kontrole nadzoru znacznie wzrosły, podobnie jak liczba funkcjonariuszy i personelu ochrony zaangażowanych w uniemożliwianie widzom dostępu do boiska. Takie zachowania stały się również intensywniej ścigane przez prawo, z grzywnami, a nawet karą więzienia dla kibiców i drużyn, przy czym Wielka Brytania była jednym z krajów pionierskich w tym zakresie w 1991 roku. Jednak wtargnięcia na boisko nadal mają miejsce, szczególnie w niższych ligach, gdzie bilety są znacznie tańsze, a nadzór i ochrona są mniej skuteczne.